# Brunvingad chachalaca
Brunvingad chachalaca (Ortalis garrula) är en fågel i familjen trädhöns inom ordningen hönsfåglar.

## Utseende
Brunvingad chachalaca är en långstjärt brun hönsfågel. Artens karakteristiska kastanjebruna vingar syns väl i flykten men kan vara svåra att se på sittande fågel. Den skiljs från liknande rostgumpad chachalaca på vit buk och ljus, ej roströd, stjärtspets. Jämfört med colombiachachalacan saknar den fjälligt utseende på huvud och bröst.

## Utbredning och systematik
Fågeln förekommer i skogslandskap och buskmarker i norra Colombia. Den behandlas som monotypisk, det vill säga att den inte delas in i några underarter.

## Levnadssätt
Brunvingad chachalaca hittas i öppna skogar och mangrove i låglänta områden. Den är lättast att få syn på i början och slutet av dagen när den sätter sig i det öppna och avger sina högljudda, grova läten.

## Status
Arten har ett stort utbredningsområde och beståndet anses stabilt. Internationella naturvårdsunionen IUCN listar den därför som livskraftig (LC).